# Natacha Jaitt
Natacha Jaitt (Buenos Aires, 13 de agosto de 1977-Benavídez, 23 de febrero de 2019) fue una modelo, actriz, vedette, guionista, activista y conductora de radio y televisión argentina. Es reconocida por haber hecho acusaciones a personajes públicos de Argentina vinculadas a abuso sexual infantil, explotación infantil, pornografía infantil, corrupción de menores, entre otras.

## Trayectoria profesional
Siendo una modelo de revista pornográfica, Natacha buscó otro tipo de oportunidades y se fue a vivir a España con «sólo diez dólares», como explicó en varias oportunidades. Estando allí se anotó al concurso Gran Hermano 2004, en donde pasó todas las entrevistas, pero finalmente quedó elegida como reserva debido a sus problemas legales al no poseer tarjeta de residencia ni ciudadanía española. Su entrada a la casa se produjo una semana después de haber comenzado el concurso, al abandonar voluntariamente el primer día otra participante. Permaneció encerrada 98 días y llegó a la final siendo la primera concursante extranjera y no original en llegar a esas instancias, junto con su compañero Conrad Chase, empresario estadounidense. Salió tercera con el 15 % de los votos del público.
Al salir de la casa, fue contratada por Javier Sardà y la producción de su programa Crónicas marcianas como panelista y cronista de notas en el exterior. Luego se hizo cargo de la conducción de su propio ciclo en la señal Playboy TV llamado Consultorio sexual. En radio, condujo Esclava de tu agujero en la señal 99.1 Loca FM de Madrid y retransmitido a través de internet. Mientras que en gráfica, posó para las revistas Interviú, Maxim, Playboy, Hombre y Paparazzi.
A su regreso a la Argentina, Natacha fue invitada para apadrinar junto a Dunia Montenegro, Sonia Baby y Nacho Vidal el FICEBA (Festival Internacional de Cine Erótico de Buenos Aires). Fue protagonista de Sexo seguro, serie de contenido erótico sexual junto a Valeria Silva, quien fue Miss Playboy Argentina por la pantalla de Playboy TV. En noviembre de 2007 protagonizó un revuelo al haber tenido un orgasmo en directo en el programa De dónde vengo, del periodista Chiche Gelblung.
En el verano argentino de 2008 protagonizó Caliente, su primera obra de teatro en el Lorange, bajo la producción de Gerardo Sofovich. Más adelante fue convocada por Marcelo Tinelli para formar parte del segmento Bailando por un sueño de su programa Showmatch, siendo eliminada en la primera ronda. Condujo Natacha enciende tus sentidos, por la pantalla de América TV durante 2009.
El 9 de agosto de 2010, fue sometida a una operación en su seno derecho porque, sin consultarle, le colocaron una prótesis mayor a su capacidad torácica. En octubre de 2017, fue imputada por haber cobrado supuestamente 350 000 pesos para no dar a conocer material que supuestamente involucraba al periodista Diego Latorre de manera sexual con otras personas.

## Acusaciones de Natacha Jaitt

### 2018: Denuncias sobre caso de abusos sexuales a menores: C.A.I, Alejandro Fantino, y otros
En marzo de 2018, en referencia a la investigación de abusos sexuales de menores en el club de fútbol Club Atlético Independiente, —denuncia presentada por Fernando Berón, coordinador de las categorías Inferiores de Independiente, realizada ante la fiscal María Soledad Garibaldi, en la que se referían a la declaración de uno de los futbolistas que aportó cuatro números de teléfonos de hombres que les pagaban a los menores para que tuvieran sexo con adultos— Jaitt acusó en el programa de televisión conducido por Mirtha Legrand La noche de Mirtha (El Trece) a periodistas (entre ellos, Alejandro Fantino), gente del espectáculo y políticos de ser abusadores de menores y escribió en Twitter «No me voy a suicidar, no me voy a pasar de merca y ahogar en una bañera, no me voy a pegar ningún tiro, así que si eso pasa no, no fui. Guarden tuit». Días después, Luis Novaresio la criticó vía Twitter y Natacha le contestó «no te nombré, te protegí para no entorpecer la causa». El 7 de abril de 2018, Mirtha Legrand pidió disculpas por la emisión desde el inicio del programa y dejó una invitación abierta para que quien quiera pueda ir al programa y defenderse de las acusaciones. Martin Bustos, el árbitro acusado de participar de los abusos, hoy tiene libertad condicional. Se estima que 99 de los chicos provincianos (más del 50%) que se alojaron en las inmediaciones de independiente para menores recibieron ofertas de sexo por dinero. Hay 16 víctimas confirmadas.
El 10 de abril de 2018 prestó declaración como testigo en la Fiscalía de Avellaneda en la causa de investigación de abusos a menores del Independiente, por la que hubo siete adultos detenidos y nueve menores víctimas de ese delito.
En su relato, Jaitt mencionó como presuntos responsables de esas agresiones sexuales a algunos de los cinco sospechosos detenidos: el relaciones públicas, Leonardo Cohen Arazi; una productora de Fútbol Para Todos, Juliana Navas; la abogada penalista María Zamora; la periodista deportiva Alina Moine, el organizador del torneo de fútbol juvenil Juan Manuel Díaz Vallone; la escribana Victoria Urzuriaga; el empleado de supermercado, Silvio Fleyta y el administrador de consorcios, Alejandro Carlos Dal Cin. Cohen Arazi y Martín Bustos fueron liberados de la prisión preventiva en septiembre de 2018 con el argumento de que para la Cámara no hubo abuso, sino promoción de la prostitución.

### 2018: Acusación a Jorge Rial por cuentas offshore
En 2018, Jaitt fue denominada como «extorsionadora» por Jorge Rial y esta lo acusó de controlar cuentas offshore y tener negocios en paraísos fiscales fuera de Argentina, con el fin de evadir impuestos y no blanquear su capital, esto nunca fue judicializado, y tampoco el presentador dio una respuesta a Jaitt, sin embargo, en 2021, su nombre apareció en los Pandora Papers y confirmó la acusación de la mediática.

### 2019: Denuncia de abuso sexual: Pablo Yotich
A principios de 2019 denunció al director de cine Pablo Yotich —con quien tenía relación de amistad desde hace años— y a Maximiliano Giusto por haber sido drogada y violada el 4 de enero en casa de uno de ellos en Belgrano. Su última aparición pública antes de su muerte fue el 21 de febrero cuando la justicia citó a indagatoria a los denunciados. En noviembre de 2019 ambos hombres fueron sobreseídos de la acusación.

### 2023: Acusación a Marcelo Corazza: Repercusión en la justicia y acciones legales
El 20 de marzo de 2023, el productor de televisión Marcelo Corazza, que se encontraba en Gran Hermano 2022, fue detenido por el personal de División de Trata de Menores de la Ciudad Autónoma de Buenos Aires, para efectuar seis allanamientos. El caso fue por corrupción de menores, Jaitt, había denunciado esto, sin embargo, el hermano de la fallecida actriz comentó que en la lista que publicó esta, no se encontraba el productor.
A mediados de ese mismo mes, Lucas Benvenuto acusó públicamente a Jey Mammón de haber abusado sexualmente de él, cuando el acusante tenía 14 años. Benvenuto comentó que Natacha no nombró a Jey Mammón en esa lista porque ella era amiga del conductor, pero que, supuestamente ella sabía claramente del hecho.

## Muerte e investigación
El 23 de febrero de 2019 a los 41 años, fue hallada muerta en un salón de fiestas de Benavídez, partido de Tigre. El médico de la policía científica señaló que no presentaba signos de droga y la autopsia dispuso su muerte como un fallo multiorgánico.
Sus restos fueron inhumados en el Cementerio Israelita de La Tablada. Tras la muerte de Jaitt, su abogado Alejandro Cipolla señaló la posibilidad de que su cliente hubiera sido asesinada, dadas ciertas incongruencias sobre las circunstancias de su muerte en los informes respectivos.
En reiteradas ocasiones en sus redes sociales y en los medios que se lo permitían denunciaba los acosos que recibía y amenazas de muerte, por lo cual no dejaba pasar la oportunidad de recordarle a la gente que ella nunca se suicidaría, que si la fueran a encontrar muerta que no sería por sobredosis, que no sería suicidio, sino que la habrían matado. A raíz de esto y su supuesto involucramiento, en forma de denuncias constantes, con 'gente poderosa' de distintos medios, existe la teoría popular de que ella fue asesinada por el en ese entonces intendente de Tigre.
En septiembre de 2023, el hermano, Ulises Jaitt, editó y publicó el documental «Operación Natacha Jaitt, Lo que la justicia no quiere que sepas», publicado en su canal YouTube disponible para visualizar de manera gratuita.
El 21 de marzo de 2024 los fiscales de la justicia de San Isidro, Martín Otero y Lidia Osores Soler, archivaron la causa por la muerte de Jaitt. La familia y los abogados de Jaitt, comentaron que se enteraron por los medios ya que no habían sido informados, y más tarde por la justicia. La conclusión de los fiscales fue que no hubo ningún delito alrededor del fallecimiento de la actriz.

## Familia
En su vida Natacha tuvo una hija, Antonella Olivera —nacida el 30 de septiembre de 1998— y un hijo, Valentino Yospe —del 26 de marzo de 2006— quien es fruto de su relación con Adrián Yospe, que duró hasta 2007.

## Lista de personajes públicos acusados por Jaitt
| Nombre               | Acusado/a por                                                           | Estado      | Ref.                        |
| -------------------- | ----------------------------------------------------------------------- | ----------- | --------------------------- |
| Leonardo Cohen Arazi | Manejo de red de pedofilia y abuso sexual infantil agravado             | Excarcelado | [ 50 ] [ 51 ] [ 52 ]        |
| Martín Bustos        | Promoción de prostitución masculina, abuso sexual infantil y grooming   | Excarcelado | [ 53 ] [ 54 ] [ 55 ]        |
| Brian Lanzelotta     | Promoción de abuso sexual infantil y corrupción de menores              | Acusado     | [ 56 ] [ 57 ] [ 58 ]        |
| Marcelo Corazza      | Promoción de prostitución masculina, abuso sexual infantil y pedofilia  | Detenido    | [ 59 ] [ 60 ] [ 61 ]        |
| Carlos Pérez         | Cómplice de abuso sexual infantil y consumición de pornografía infantil | Detenido    | [ 62 ] [ 63 ] [ 64 ] [ 65 ] |
| Eduardo José López   | Promoción y complicidad de abuso sexual infantil                        | Fallecido   | [ 66 ] [ 67 ] [ 68 ]        |
| Enrique Pinti        | Cómplice de abuso sexual infantil                                       | Fallecido   | [ 69 ] [ 70 ]               |

Notas: los acusados por Jaitt que fallecieron se incluyen en esta lista, a pesar de que no hayan sido imputados legalmente.

## Filmografía
Televisión
- Gran hermano 6 España (2004)
- Crónicas marcianas (2005)
- Sexo seguro (2006-2007)
- Consultorio sexual (2007)
- Bailando por un sueño (2008)
- Natacha y Nino hacen una porno (2009)
- Natacha enciende tus sentidos (2009)
- Natacha de Noche (2010)[71]
- Día y noche en Buenos Aires (2015)

Teatro
- Caliente (2008)
- Es lo que hay (2009)[72]

Radio
- Esclava de tu agujero (2005-2008) 99.1 Loca FM (Madrid, España)
- Natacha Jaitt (2012-2015) Radiopalermo FM 93.9
- El Ascensor (2015-2017) Radio Belgrano AM 950 (2015-2016) / Mega 98.3 (2017)